# Elżbieta II
Elżbieta II (ang. Elizabeth Alexandra Mary; ur. 21 kwietnia 1926 w Londynie, zm. 8 września 2022 w Balmoral) – królowa Zjednoczonego Królestwa Wielkiej Brytanii i Irlandii Północnej z dynastii Windsorów od 6 lutego 1952 (koronowana 2 czerwca 1953) do 8 września 2022. Jej panowanie, które trwało 70 lat i 214 dni, czyni ją najdłużej panującym ze wszystkich brytyjskich monarchów i najdłużej panującą w historii kobietą – głową państwa.
Urodziła się w Mayfair w Londynie jako pierwsze dziecko księcia i księżnej Yorku (późniejszego króla Jerzego VI i królowej Elżbiety). Jej ojciec wstąpił na tron w 1936 po abdykacji swojego brata, króla Edwarda VIII, czyniąc Elżbietę pretendentką do tronu. Kształciła się prywatnie w domu i zaczęła podejmować obowiązki publiczne podczas II wojny światowej, służąc w Pomocniczej Służbie Terytorialnej. W listopadzie 1947 roku poślubiła Filipa Mountbattena, byłego księcia Grecji i Danii, a ich małżeństwo trwało 73 lata, aż do jego śmierci w kwietniu 2021 roku. Mieli czworo dzieci: Karola, Annę, Andrzeja i Edwarda.
Kiedy w lutym 1952 roku zmarł jej ojciec, Elżbieta – wówczas 25-letnia – została królową siedmiu niezależnych krajów Wspólnoty: Wielkiej Brytanii, Kanady, Australii, Nowej Zelandii, RPA, Pakistanu i Cejlonu (znanego dziś jako Sri Lanka), a także i pozostałą głową Królestw Wspólnoty. Elżbieta panowała jako monarcha konstytucyjny w czasie wielkich zmian politycznych, takich jak konflikt w Irlandii Północnej, decentralizacja w Wielkiej Brytanii, dekolonizacja Afryki oraz przystąpienie Wielkiej Brytanii do Wspólnot Europejskich i wystąpienie z Unii Europejskiej. Liczba jej królestw zmieniała się w czasie, gdy terytoria uzyskiwały niepodległość, a niektóre królestwa stawały się republikami. Do jej licznych historycznych wizyt i spotkań należą wizyty państwowe w Chinach w 1986 roku, w Rosji w 1994 roku i w Republice Irlandii w 2011 roku oraz spotkania z pięcioma papieżami.
Do ważnych wydarzeń należy koronacja Elżbiety II w 1953 roku oraz obchody jej srebrnego, złotego, diamentowego i platynowego jubileuszu odpowiednio w 1977, 2002, 2012 i 2022 roku.
Oprócz godności królowej Zjednoczonego Królestwa Wielkiej Brytanii i Irlandii Północnej była również głową 14 innych państw: Antigui i Barbudy, Australii, Bahamów, Belize, Grenady, Kanady, Jamajki, Nowej Zelandii, Papui-Nowej Gwinei, Saint Kitts i Nevis, Saint Lucia, Saint Vincent i Grenadyn, Tuvalu i Wysp Salomona, które razem z Wielką Brytanią mają status tzw. Commonwealth realm. Liczba państw, w których panowała Elżbieta II zmieniała się podczas jej panowania. Za głowę państwa uznawało ją łącznie 33 krajów.
Od 9 września 2015 była najdłużej panującym monarchą Wielkiej Brytanii; pobiła rekord królowej Wiktorii (63 lata, 7 miesięcy i 2 dni), której była praprawnuczką. Od 13 października 2016 była najdłużej panującą żyjącą głową państwa na świecie; wcześniej tytuł ten przysługiwał Ramie IX – królowi Tajlandii, który rządził od 1946 do swojej śmierci w 2016. Od 12 czerwca 2022 była drugim po Ludwiku XIV najdłużej panującym monarchą na świecie, wyprzedzając króla Tajlandii, który urząd sprawował 70 lat i 126 dni.
Od czasu do czasu spotykała się z sentymentem republikańskim i krytyką mediów wobec swojej rodziny, szczególnie po rozpadach małżeństw jej dzieci, jej annus horribilis w 1992 roku i śmierci swojej byłej synowej Diany, księżnej Walii w 1997 roku. Jednak poparcie dla monarchii w Wielkiej Brytanii pozostawało niezmiennie wysokie, podobnie jak jej osobista popularność. W 1952 roku zdobyła tytuł Człowieka Roku magazynu Time.
Zmarła w wieku 96 lat w zamku Balmoral w Aberdeenshire. Następcą królowej został jej najstarszy syn, Karol.
11 listopada 2023 w Dzień Pamięci w London’s Royal Albert Hall odsłonięto pomnik Elżbiety II i jej męża Filipa.

## Młodość

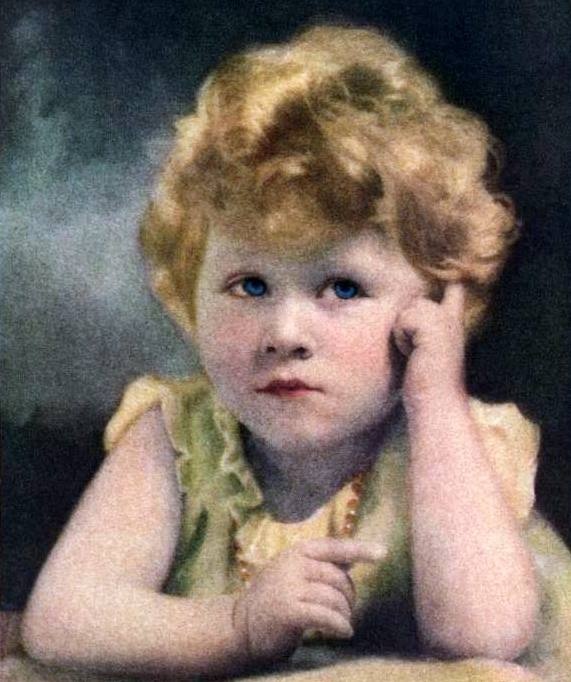
Księżniczka Elżbieta (1929)

Urodziła się poprzez cięcie cesarskie 21 kwietnia 1926 o godz. 2:40 GMT w domu przy 17 Bruton Street w dzielnicy Mayfair w Londynie. Była córką księcia Alberta z Yorku, drugiego syna urzędującego króla Jerzego V, i księżnej Yorku Elżbiety Bowes-Lyon. Świadkiem jej narodzin był ówczesny minister spraw wewnętrznych William Joynson-Hicks, który kontrolował, by podczas porodu nie podmieniono noworodka na inne dziecko. Elżbieta w momencie narodzin zajmowała trzecie miejsce w linii sukcesji, po księciu Walii Edwardzie i swoim ojcu. Jej narodziny przyciągnęły uwagę brytyjskiej prasy i wzbudziły zainteresowanie Brytyjczyków, którzy przez wiele tygodni gromadzili się na ulicy przy domu Elżbiety i Jerzego. 29 maja 1926 została ochrzczona wodą z Jordanu w kaplicy Pałacu Buckingham przez anglikańskiego arcybiskupa Yorku, Cosma Langa. Jej rodzicami chrzestnymi byli: król Jerzy V, królowa Maria, Maria Windsor, książę Artur, lord Claude Bowes-Lyon i Mary Elphinstone. Elżbieta Aleksandra Maria pierwsze imię otrzymała po matce, drugie po prababce (królowej Aleksandrze), a trzecie po babce (królowej Marii).
Wychowaniem Elżbiety zajmowała się niania Clara Cooper Knight i garderobiana Margaret MacDonald, nazywana przez nią „Bobo”, która później została pokojówką królowej. Od dzieciństwa była nazywana przez najbliższych „Lilibet”, ponieważ nie potrafiła poprawnie wymówić swojego imienia. Była spokojnym, posłusznym, mało spontanicznym, skłonnym do kontrolowania swoich emocji, poważnym i zrównoważonym, ale też dobrym, łagodnym i kochającym dzieckiem. Od najmłodszych lat była przygotowywana do objęcia funkcji królowej – czytała gazety, rozumiała sprawy publiczne i miała wiedzę o polityce. Miała dobre relacje ze swoim dziadkiem i ówczesnym królem, Jerzym V. W 1929 na prośbę króla została ściągnięta do Bognor Regis, aby pomóc mu w powrocie do zdrowia po operacji płuc.
Jej matka od najmłodszych lat córki dbała o jej popularność w mediach – gdy Elżbieta miała trzy lata, jej zdjęcie znalazło się na okładce magazynu „Times”. Wizerunek księżniczki drukowany był także na broszurach i udostępniany na pamiątkach, ona sama stała się bohaterką wielu artykułów prasowych. Gdy miała cztery lata, figura przedstawiająca ją została umieszczona w Muzeum Figur Woskowych Madame Toussand. W 1930 urodziła się jej siostra, Małgorzata.
Dzieciństwo spędziła w domu przy Piccadilly Road 145 i wiktoriańskiej rezydencji Royal Lodge, gdzie spędzała weekendy z rodziną. Wychowywała się z dala od rówieśników, co miało ją uchronić przed przypadkowymi znajomościami i dziecięcymi chorobami. Ze względu na izolowanie jej od społeczeństwa stała się osobą nieśmiałą. Jedyną bliską jej koleżanką w tym okresie była młodsza od niej o kilka lat Sonia Graham-Hodgson, z którą utrzymywała regularny kontakt aż do śmierci kobiety w 2012. Edukacją księżniczki zajmowała się szkocka guwernantka Marion Crawford, która w 1950 opisała wychowywanie Elżbiety w książce autobiograficznej pt. „The Little Princesses” (pol. Małe księżniczki). Kiedy miała 13 lat, podjęła naukę konstytucji Wielkiej Brytanii i historii ustroju u Henry’ego Martena, wykładowcy Eton College. Nauczyła się płynnie mówić w języku francuskim, uczyła się też matematyki i historii, a także rysunku i jazdy konnej. Pobierała indywidualne zajęcia tańca u instruktorów z Vacani School of Dance.

## Następczyni tronu

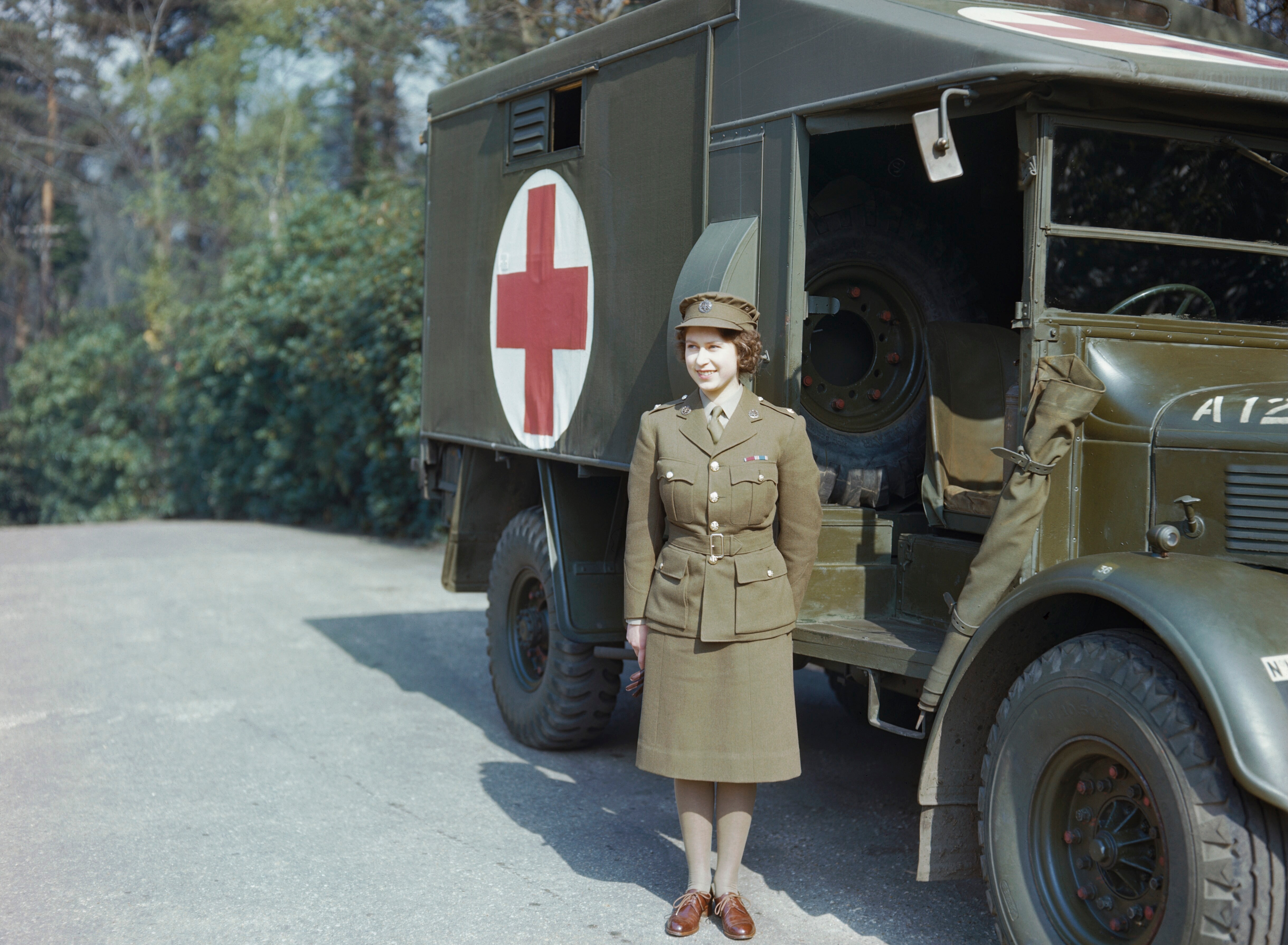
Elżbieta w mundurze Auxiliary Territorial Service, 1945

Kiedy miała 10 lat, w 1936 zmarł jej dziadek, król Jerzy V, a tron objął jej stryj, książę Walii, Edward VIII, który 11 grudnia 1936 abdykował, bo nie mógł poślubić dwukrotnie rozwiedzionej Amerykanki, Wallis Simpson. Następnym królem został ojciec Elżbiety, Jerzy VI, jego córka tym samym zajęła pierwsze miejsce w linii sukcesji. Po koronacji ojca zamieszkała w Pałacu Buckingham. Jako bezpośrednia następczyni tronu skupiła wokół siebie jeszcze większą uwagę prasy. Uczestniczyła z ojcem w licznych spotkaniach z wysoko postawionymi politykami i urzędnikami.
Po wybuchu II wojny światowej wraz z siostrą, Małgorzatą, zamieszkała w zamku w Windsorze w Berkshire, a miejsce ich pobytu zostało objęte tajemnicą państwową. Lord Hailsham zasugerował, aby księżniczki zostały ewakuowane do Kanady, na co matka Elżbiety II, królowa Elżbieta Bowes-Lyon, odparła: Dzieci nigdzie nie pojadą beze mnie, ja nie opuszczę króla, a król nie wyjedzie nigdy. 13 października 1940 Elżbieta na antenie BBC wygłosiła swoje pierwsze publiczne przemówienie, w którym zwróciła się ze słowami otuchy do dzieci Wspólnoty Narodów.
W latach 1941–1944 wraz z siostrą grała w pantomimach w Pałacu Windsor, a dochody z przedstawień były przeznaczane na rzecz żołnierzy. W 1943 po raz pierwszy samodzielnie wystąpiła publicznie. W lutym 1945 wstąpiła do Pomocniczych Służb Samoobrony (Auxiliary Territorial Service), w których została przeszkolona na kierowcę i mechanika. Dzień zwycięstwa w Europie w 1945 świętowała z siostrą, oficerami ochrony i tłumem ludzi na londyńskich ulicach, pozostając nierozpoznane dzięki opuszczeniu kapturów. Następnego dnia udała się z resztą rodziny na East End i do południowego Londynu, by obejrzeć miejsca najbardziej dotknięte wojną. Jesienią 1945 dokonała przeglądu Grenadier Guard, wzięła udział w uroczystościach brytyjskich harcerek i rozdała dyplomy w szkole gospodarstwa domowego w Glasgow, w tym okresie także otworzyła kilka szkół dla głuchych i ośrodków dla niepełnosprawnych we wschodnim Londynie, a w 1946 była gościem honorowym festiwalu Eisteddfod w Mountain Ash w Walii.
W lutym 1947 wyruszyła w swoją pierwszą oficjalną wizytę zagraniczną – odbyła trwającą cztery miesiące podróż był Związek Południowej Afryki, której celem była chęć przywrócenia ścisłych więzów kraju ze Wspólnotą Narodów. W audycji radiowej nadawanej z okazji jej 21. urodzin powiedziała: Oświadczam wobec was wszystkich, iż poświęcę całe moje życie, jakiekolwiek będzie – długie czy krótkie – służbie wam i naszej wielkiej imperialnej Wspólnocie, której członkami jesteśmy my wszyscy. Jednak nie będę miała siły realizować tego postanowienia, jeśli nie dołączycie do mnie.

## Małżeństwo i dzieci
W 1934 podczas ślubu księżniczki Mariny i księcia Kentu Jerzego poznała Filipa, syna księcia Andrzeja Greckiego i Alicji Battenberg. W ciągu następnej dekady spotkali się kilkukrotnie, m.in. w 1939, gdy Filip oprowadził Elżbietę po Britannia Royal Naval College. Mimo sprzeciwu brytyjskiej arystokracji, która zwracała uwagę na związki małżeńskie sióstr Filipa z nazistami, książę w 1946 otrzymał zgodę króla Jerzego VI na poślubienie jego córki, po czym w sierpniu 1946 – po 18 miesiącach związku – oświadczył się jej na wzgórzu w zamku w Balmoral, co zostało publicznie ogłoszone 10 lipca 1947. Ślub Elżbiety i Filipa odbył się 20 listopada 1947 w Opactwie Westminsterskim i był wydarzeniem ogólnokrajowym, transmitowanym w radiu i telewizji. Elżbieta – zgodnie z wolą ojca — po ślubie zachowała rodowe nazwisko, czyli Windsor. Do ołtarza poszła w sukni projektu Normana Hartnella. W przyjęciu weselnym pary uczestniczyło ok. 2000 gości, m.in. król Iraku Fajsal II, holenderski książę Bernhard i księżniczka Juliana oraz dziedziczny wielki książę Luksemburga Jan i jego siostra, księżniczka Elżbieta. Miesiąc miodowy spędziła z mężem w Broadlands, posiadłości Louisa Mountbattena, a po ślubie zamieszkała w Clarence House. W latach 1949–1951 mieszkała w Villa Guardamangia na Malcie, dokąd Filip wyjechał, by kontynuować służbę wojskową.
Z Filipem miała czworo dzieci: Karola (ur. 14 listopada 1948), Annę (ur. 15 sierpnia 1950), Andrzeja (ur. 19 lutego 1960) i Edwarda (ur. 10 marca 1964). W 1952 zdecydowano, że – zgodnie z życzeniem króla Jerzego VI — dzieci królewskiej pary będą nosić rodowe nazwisko (Windsor), a w 1960 (tj. przed narodzinami księcia Andrzeja) obwieszczono, że kolejne dzieci Elżbiety II i Filipa będą nosić podwójne nazwisko (Mountbatten-Windsor).
Filip zmarł 9 kwietnia 2021 w zamku w Windsorze w wieku 99 lat.

## Wstąpienie na tron

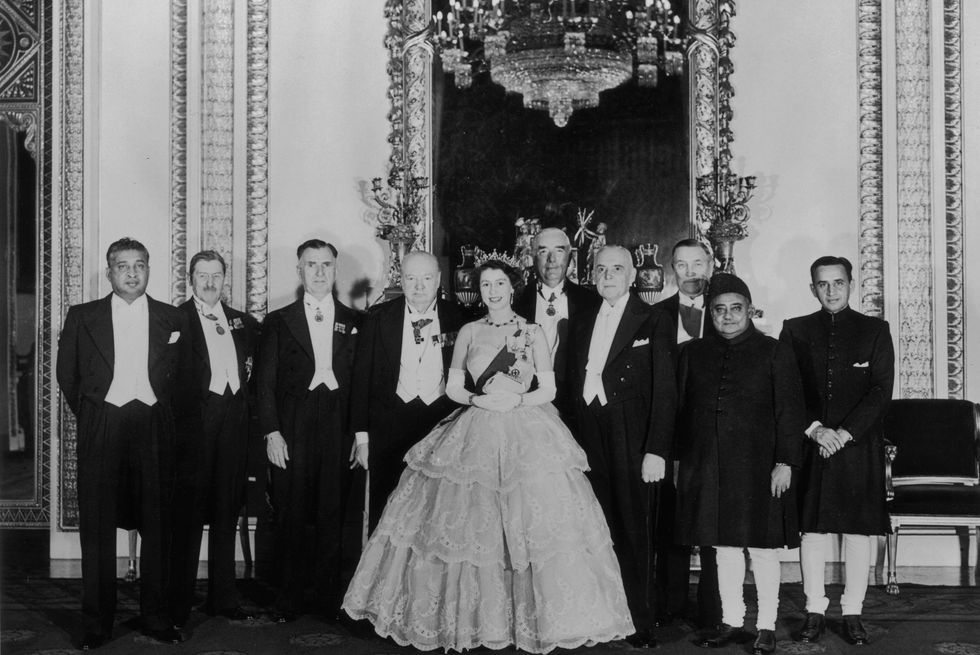
Królowa Elżbieta II na spotkaniu ekonomicznym C’wealth (1952)

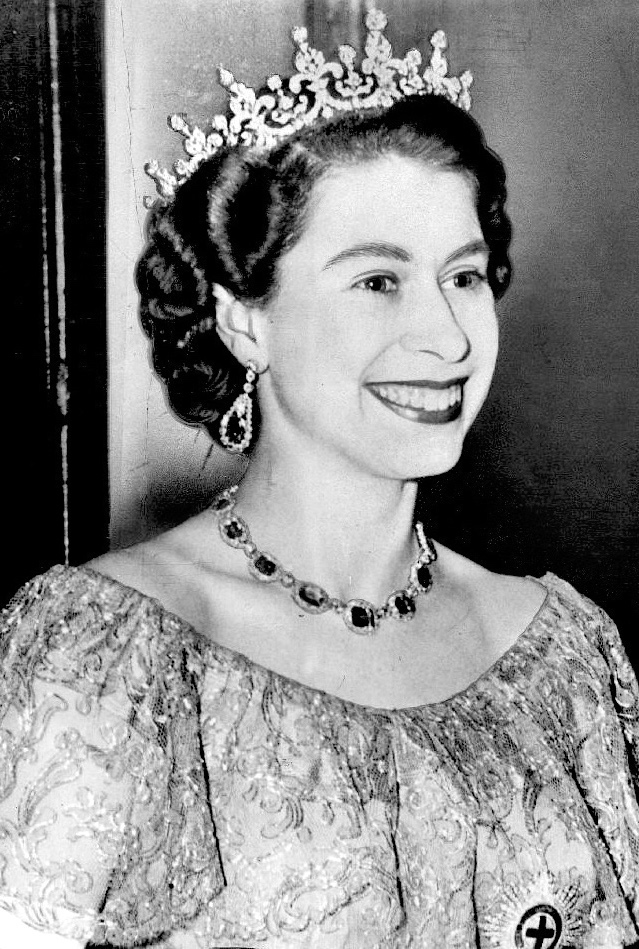
Królowa Elżbieta II (1953)

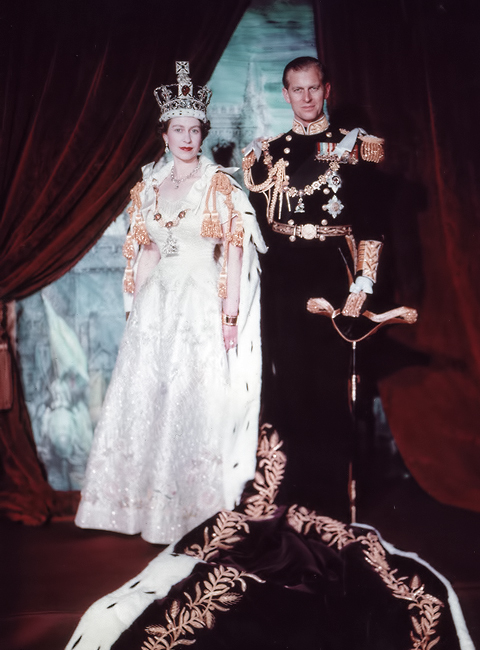
Królowa Elżbieta i książę Filip tuż po koronacji (1953)

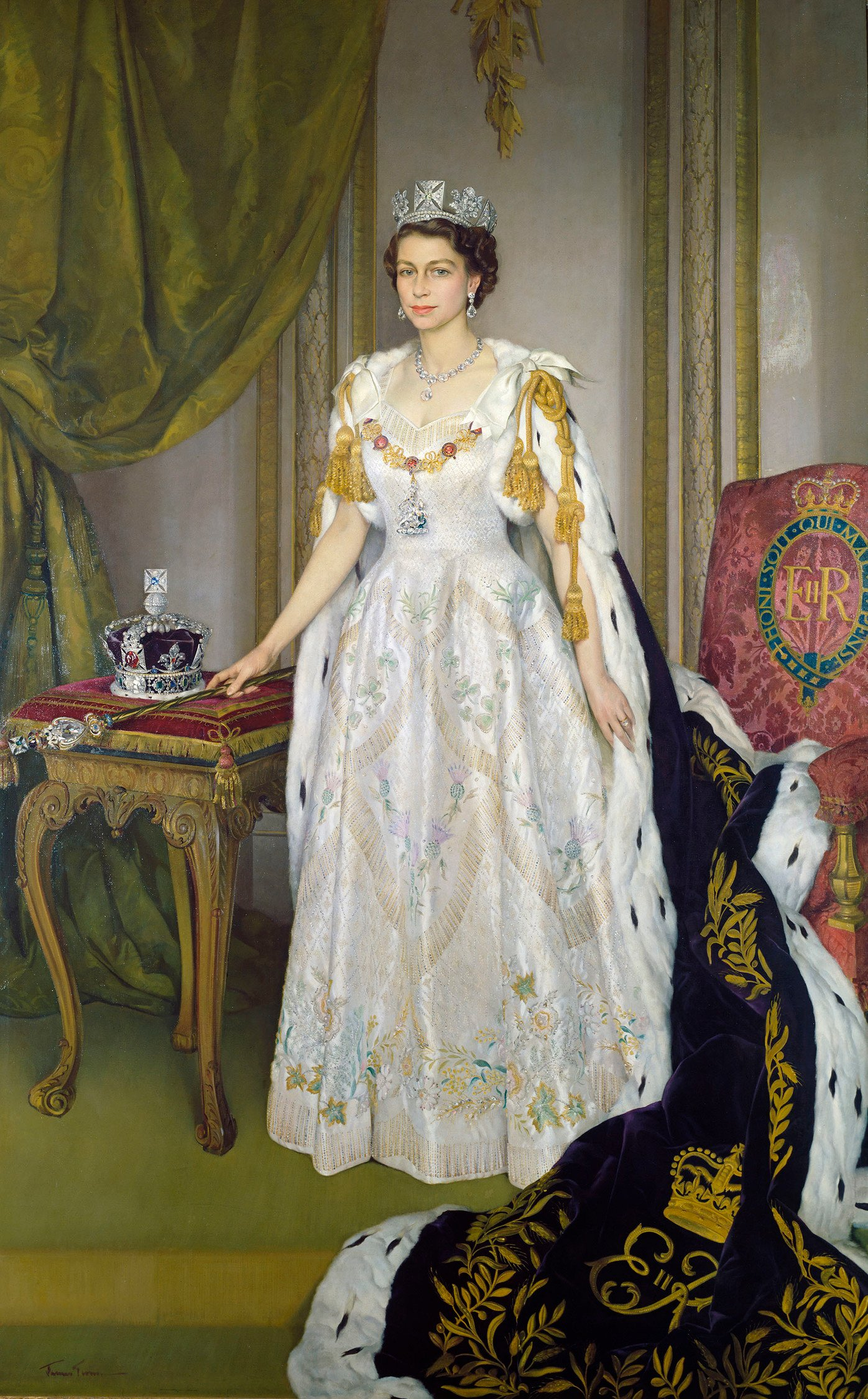
Królowa Elżbieta II w koronacyjnych szatach (1953)

Choroba ojca – zdiagnozowano u niego raka gardła – sprawiała, że księżniczka Elżbieta przejęła część jego obowiązków. W 1951 złożyła wizyty w Grecji, Włoszech, Kanadzie i na Malcie oraz spotkała się z amerykańskim prezydentem Harrym Trumanem w Waszyngtonie, a także poprowadziła obrady Tajnej Rady. 31 stycznia 1952 wyruszyła z mężem w podróż po krajach Wspólnoty Narodów, która miała obejmować wizyty w krajach Afryki Wschodniej oraz w Australii i Nowej Zelandii. Podróż przerwała 6 lutego 1952, kiedy to podczas pobytu w pensjonacie Treetops w Thice w Kenii dowiedziała się od księcia Filipa o śmierci ojca, który zmarł na atak serca. Natychmiast wróciła z mężem do Wielkiej Brytanii. Tuż po śmierci ojca w rozmowie z Martinem Charterisem, asystentem swojego prywatnego sekretarza, poinformowała o wyborze królewskiego imienia – Elżbieta. Dzień po śmierci ojca została ogłoszona królową Wielkiej Brytanii. W uroczystości, która odbyła się w St. James’s Palace wzięli udział m.in. członkowie Tajnej Rady Wielkiej Brytanii i lord mer Londynu.

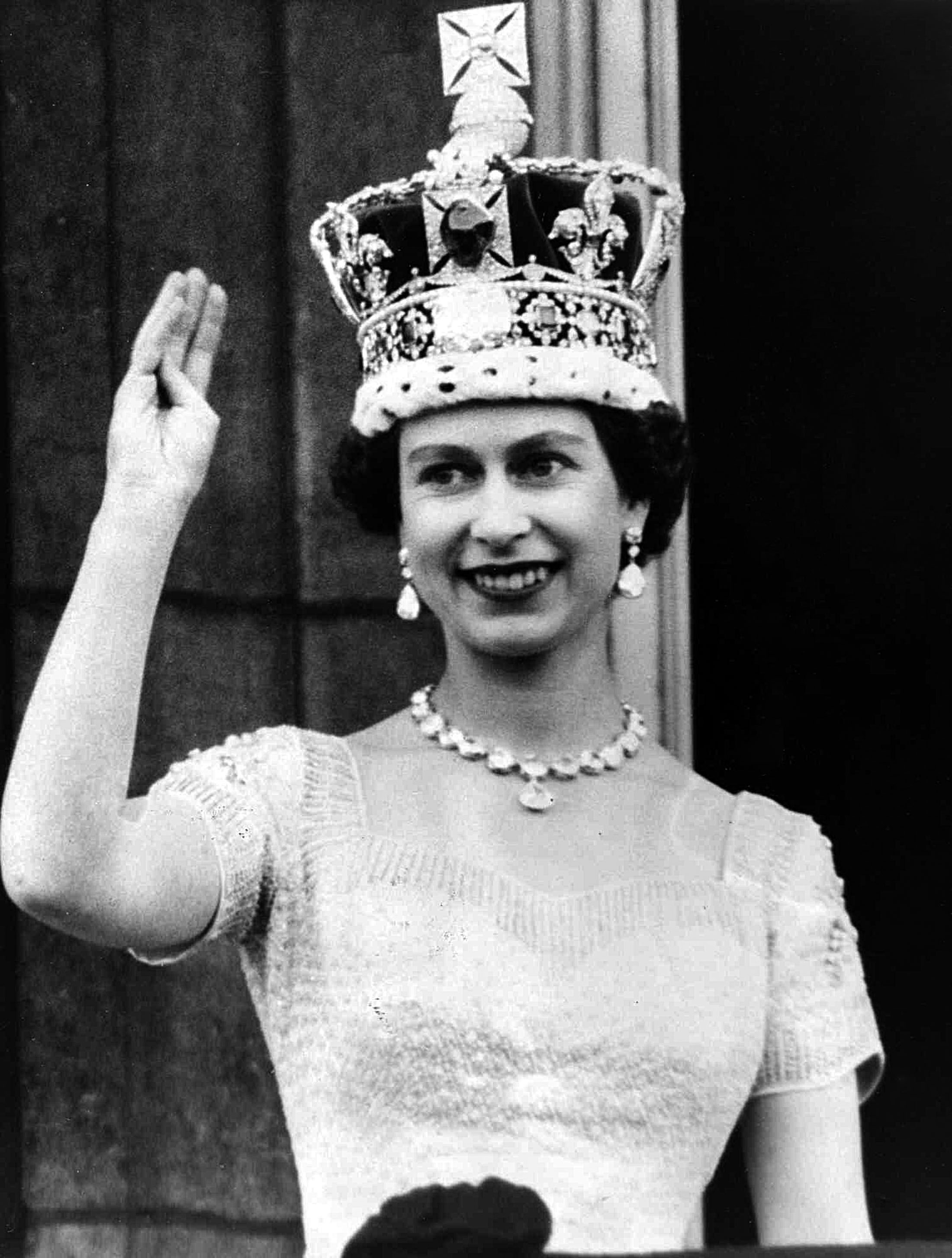
Królowa Elżbieta II w dniu koronacji, pozdrawiająca poddanych z balkonu pałacu Buckingham (1953)

Przed koronacją odbyła kilka prób do ceremonii w sali balowej pałacu Buckingham. Została koronowana 2 czerwca 1953 w Opactwie Westminsterskim. W ceremonii uczestniczyło 8251 osób. Tego dnia w krajach Wspólnoty Brytyjskiej ogłoszony był dzień wolny od pracy i szkoły. Koronacja Elżbiety II było transmitowane m.in. przez BBC w Wielkiej Brytanii (gdzie program Coronation Special obejrzało ok. 19 mln widzów) i krajach Wspólnoty Brytyjskiej oraz przez NBC i CBS w Stanach Zjednoczonych. Królowej podczas ceremonii asystowało osiem druhen podtrzymujących tren. Arcybiskup Canterbury Geoffrey Fisher obwieścił zgromadzonym: Panowie, przedstawiam wam królową Elżbietę, waszą niezaprzeczalną królową, wam wszystkim, którzy tu przybyliście złożyć jej hołd i oddać się jej na służbę. Czy gotowi jesteście ją uznać?, na co lordowie odpowiedzieli: God save queen Elizabeth (pol. Boże, chroń królową Elżbietę). Kolejnym etapem ceremonii była przysięga na Biblię, a królowa zobowiązała się rządzić królestwem i krajami Wspólnoty Narodów zgodnie z ich prawami i zwyczajami oraz umacniać Kościół Anglii. Następnie zasiadła na tronie pod złotym baldachimem podtrzymywanym przez czterech kawalerów Orderu Podwiązki. Arcybiskup następnie namaścił świętymi olejkami dłonie, pierś i czoło królowej, mówiąc przy tym: Tak jak Salomona namaścili na króla kapłan Sadok i prokok Natan, tak i ty bądź namaszczoną, błogosławioną i konsekrowaną królową nad ludem, któremu Pan Bóg ciebie podarował. Królowa otrzymała insygnia nowej godności – ostrogi św. Jerzego, królewski miecz, jabłko królewskie, bransolety, pierścień, berło z krzyżem i berło z gołębicą. Trzej książęta krwi królewskiej – Edynburga, Gloucester i Kentu – a za nimi pozostali lordowie, złożyli hołd królowej, obiecując oddać „w lenno swoje życie, ciało i ziemską cześć, okazywać jej wiarę i zaufanie, w życiu i śmierci wbrew wszelakim przeciwnościom. Elżbieta z mężem przyjęli komunię pod dwiema postaciami, a ceremonię zakończyło odśpiewanie utworu Te Deum, który został skomponowany specjalnie z okazji koronacji. Po trzygodzinnej ceremonii królowa opuściła opactwo, wcześniej wymieniwszy koronę św. Edwarda na lżejszą, państwową koronę imperialną.

## Królowa Wielkiej Brytanii

### Rezydencje
Po koronacji przeprowadziła się z rodziną do Pałacu Buckingham w centrum Londynu. Wolała  przebywać w zamku w Windsorze, 15 km na zachód od Londynu. Spędzała dużo czasu także w Holyrood House w Edynburgu, który był jej oficjalną siedzibą jako królowej Szkocji, i gdzie miała przebywać co najmniej tydzień w roku. Wiejskimi rezydencjami królowej były także: zamek Balmoral w Aberdeenshire i Sandringham House w Norfolk, a jej rezydencjami państwowymi były: Pałac św. Jakuba, pałac Kensington i Marlborough House w Londynie oraz Hampton Court w East Molesey.

### Podróże

Mapa zagranicznych wizyt królowej Elżbiety II.

Odbyła wiele podróży zagranicznych, składając wizyty dyplomatyczne w większości europejskich krajów i wielu pozaeuropejskich. Nie miała decyzyjnego głosu w sprawie kierunku podróży, bo o destynacjach decydował rząd. W latach 1953–1954 wyruszyła z mężem w sześciomiesięczną podróż po krajach Wspólnoty Brytyjskiej, podczas której odwiedziła: Bermudy, Jamajkę, Fidżi, Tongę, Cejlon, Wyspy Kokosowe, Ugandę i Aden, a także, jako pierwszy panujący monarcha, złożyła wizytę w Australii i Nowej Zelandii. W 1961 odwiedziła Ghanę, Indie, Pakistan i Ankarę.

Królowa Elżbieta II i prezydent USA Ronald Reagan (1982)

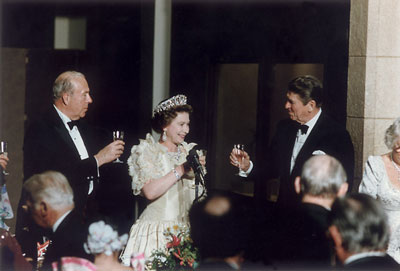
Ronald Reagan i Elżbieta II

W październiku 1957 udała się z wizytą państwową do Stanów Zjednoczonych, gdzie przemówiła na forum Zgromadzenia Ogólnego ONZ, a następnie wybrała się do Kanady, gdzie otworzyła sesję parlamentu. W 1959 udała się z kolejną wizytą do Kanady i USA. Stany odwiedziła jeszcze kilkukrotnie: w 1976 (wzięła udział w uroczystościach u boku prezydenta Geralda Forda, w 1983 (na zaproszenie Ronalda Reagana, 1991 (na zaproszenie George’a H.W. Busha; była pierwszym brytyjskim władcą, który uczestniczył w obradach Kongresu) i 2007 (za prezydentury George’a W. Busha). Do Kanady powróciła z kolei w 1964, 1967 (wzięła udział w otwarciu targów Expo w Quebecu), 1976 (uczestniczyła w otwarciu igrzysk olimpijskich w Montrealu) i 2010.
W marcu 1996 przybyła do Polski na zaproszenie prezydenta Aleksandra Kwaśniewskiego.
W 2002 złożyła wizytę na Jamajce, w Nowej Zelandii, Australii i Kanadzie. W późniejszych latach panowania odbywała średnio po dwie zagraniczne wizyty królewskie rocznie. W 2010 odwiedziła Zjednoczone Emiraty Arabskie i Oman, odbywając tym samym swoją 87. i 88. zamorską podróż w czasie panowania.

### Wspólnota Narodów

Królestwa, terytoria i protektoraty, nad którymi panowała Elżbieta II od 1952.

Brytyjskie imperium znajdowało się w stanie rozpadu od 1926, kiedy w tzw. deklaracji Balfoura uznano suwerenność Kanady, Australii, Nowej Zelandii, Unii Południowoafrykańskiej i Nowej Fundlandii, które w 1931 weszły w skład Wspólnoty Narodów, a na ich czele stanął brytyjski monarcha. Przed wstąpieniem Elżbiety II na tron niepodległość uzyskały Indie, Pakistan, Cejlon i Irlandia. W trakcie panowania królowej doszło do dalszego rozpadu brytyjskiego imperium; niepodległość uzyskały: Ghana (1957), Nigeria (1961), Sierra Leone (1961), Tanganika (1961), Jamajka (1962), Trynidad i Tobago (1962), Uganda (1962), Kenia (1963), Malawi (1964), Malta (1964), Gambia (1965), Gujana (1966), Barbados (1966), Mauritius (1968), Fidżi (1970), Bahamy (1973), Grenada (1974), Papua-Nowa Gwinea (1975), Wyspy Salomona (1978), Tuvalu (1978), Saint Lucia (1979), Saint Vincent i Grenadyny (1979), Belize (1981), Antigua i Barbuda (1981) oraz Saint Kitts i Nevis (1983). Wszystkie te kraje uzyskiwały niepodległość jako królestwa związane unią personalną z Koroną brytyjską, ale wiele z nich (Indie, Pakistan, Cejlon, Ghana, Nigeria, Sierra Leone, Tanganika, Trynidad i Tobago, Uganda, Kenia, Malawi, Malta, Gambia, Gujana, Mauritius i Fidżi) zniosły monarchię i stały się republikami, choć wszystkie pozostały państwami członkowskimi Wspólnoty Narodów.
Wspólnota również przechodziła przemiany, stając się z biegiem czasu coraz luźniejszym związkiem politycznym byłych brytyjskich kolonii (choć nie tylko, bo członkiem Wspólnoty jest też Mozambik, dawna kolonia portugalska). Elżbieta II brała aktywny udział w pracach Wspólnoty, od 1973 regularnie uczęszczając na zjazdy szefów rządów państw Wspólnoty.
W 2007 ujawniono dokumenty z 1957, z których wynikało, że premier Francji Guy Mollet w rozmowie z brytyjskim premierem, sir Anthonym Edenem, poruszył temat ewentualnego przystąpienia Francji do unii z Wielką Brytanią i uznania królowej Elżbiety II za głowę państwa francuskiego. W dokumencie datowanym na 28 września 1956 Mollet stwierdza, że „nie powinno być większych trudności we Francji z zaakceptowaniem zwierzchnictwa Jej Królewskiej Mości”. Premier Eden odrzucił propozycję Molleta, ale wyraził gotowość Wielkiej Brytanii na przystąpienie Francji do Wspólnoty Narodów. Propozycje te nigdy nie doczekały się realizacji.
Elżbieta II uznawana była za głowę państwa w 21 krajach świata. 30 listopada 2021 Barbados zerwał unię personalną z Wielką Brytanią i stał się republiką.

### Poglądy
Wykazywała się stanowczą postawą wobec zagrożeń. W 1961 podczas podróży do Ghany odmówiła zachowywania dystansu od prezydenta Kwame Nkrumaha, mimo że ten był celem zamachów, co brytyjski premier Harold Macmillan później skomentował słowami: Królowa jest absolutnie zdeterminowana we wszystkim, co robi. W rzeczy samej ma „serce i żołądek mężczyzny”. Kocha swoje obowiązki i bycie królową.

#### Polityka
Przez całe swoje panowanie stosowała się do zasady, że jako głowa monarchii parlamentarnej, która stoi ponad podziałami politycznymi i niesprawująca władzy osobiście, nie powinna była wyrażać swoich osobistych opinii na tematy polityczne. Wydaje się, że w kwestiach ekonomicznych przychylała się do starej doktryny konserwatystów. Konserwatywna premier Margaret Thatcher określiła królową jako kogoś, kto „mógłby głosować na Partię Socjaldemokratyczną”.

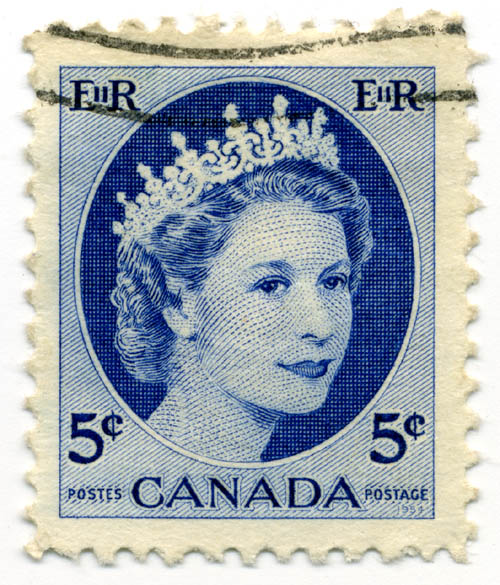
Kanadyjski znaczek pocztowy z 1954

Nigdy nie wyraziła bezpośrednio sprzeciwu wobec emancypacyjnych dążeń Quebecu, ale publicznie pochwaliła jedność Kanady. Często okazywała przywiązanie do tego kraju i odwiedziła go ponad 20 razy.
Przemawiając w Westminster Hall z okazji swojego srebrnego jubileuszu w 1977, podkreśliła, że „nie może zapomnieć, że została koronowana na królową Zjednoczonego Królestwa Wielkiej Brytanii i Irlandii Północnej”. Wypowiedziała się za utrzymaniem związku Anglii i Szkocji. Choć zachowywała bezstronność i nie prezentowała publicznie swoich poglądów politycznych, wiele wskazuje na to, że sprzyjała zwolennikom brexitu. Pochwaliła porozumienie wielkopiątkowe z 1998, które było pierwszym porozumieniem katolików i protestantów w Irlandii Północnej. W 2011 złożyła pierwszą oficjalną wizytę w Irlandii, będąc pierwszym monarchą od 100 lat, który to uczynił. Wówczas wygłosiła przemówienie, w którym między słowami nawiązała m.in. do działań IRA, mówiąc: „Smutna i godna pożałowania jest rzeczywistość, w której nasze wyspy doświadczyły w ciągu wieków tak dużej dawki cierpienia, niepokojów i strat. (…) Tym wszystkim, którzy cierpieli w wyniku trudnej przeszłości, dedykuję moje serdeczne myśli i głębokie współczucie”.

#### Religia
Jako królowa Zjednoczonego Królestwa była najwyższym zwierzchnikiem Kościoła anglikańskiego, który mianował biskupów i arcybiskupów oraz przemawiał do Synodu Generalnego. Czuwała nad interesami Kościoła Anglii i go popierała. Była patronką Rady Chrześcijan i Żydów (Council of Christians and Jews) w Zjednoczonym Królestwie.
Była zaangażowaną chrześcijanką. Interesowała się sprawami Kościoła Anglii. Uczestniczyła w nabożeństwach odprawianych w kaplicy św. Jerzego w zamku w Windsorze. Uczęszczała też do kościoła św. Marii Magdaleny w Sandringham oraz kościołów w Crathie i Canongate, które należą do Kościoła Szkocji. Odnosiła się do swojej wiary podczas przemówień telewizyjnych, które wygłaszała z okazji świąt Bożego Narodzenia; w 2000 powiedziała: Dla wielu z nas nasza wiara jest najważniejsza. Dla mnie nauki Jezusa Chrystusa i moja osobista odpowiedzialność przed Bogiem tworzy ramę, w której staram się poruszać w moim życiu. Podobnie jak wielu z was, czerpię ze słów i przykładu Chrystusa siłę w trudnych czasach.

### Finanse
Królowa posiadała pieniądze z listy cywilnej płacone ze skarbu państwa na utrzymanie monarchii, jak też prywatne majątki ziemskie i prywatne inwestycje zwane Królewską Szkatułą (agn. Privy Purse). Nadzwyczajna Komisja ds. Listy Cywilnej w 1970 w trakcie śledztwa w sprawie finansów brytyjskiej monarchii podwoiła dochody królowej ze skarbu państwa z 475 tys. do 980 tys. funtów rocznie.
Magazyn „Forbes” oszacował wartość osobistego majątku królowej na ok. 530 mln dol.
Należało do niej wiele posiadłości, m.in. Sandringham House, Balmoral i zamek Mey, jej własnością było także Księstwo Lancaster. Nie była właścicielką posiadłości koronnych, bo król Jerzy III w 1760 przekazał je Parlamentowi w zamian za doroczną rentę, tzw. listę cywilną, która była określana i uchwalana rokrocznie przez Parlament. Od 1992 do śmierci królowa płaciła podatek od inwestycji, dzięki którym – zgodnie z wyliczeniami ekspertów – miała uzyskiwać ok. 50 mln funtów rocznie. W 1993 zgodziła się na płacenie podatku osobistego.
Miała kilka stadnin (w Wolferton, Polhampton i West Isleley) i stajnię koni wyścigowych. Posiadała jacht HMY Britannia, którym od 1953 odbyła 968 oficjalnych podróży do 135 krajów na świecie.

### Jubileusze panowania
W 1977 obchodziła Srebrny Jubileusz 25-lecia panowania. Z tej okazji m.in. w miejskich parkach i ogrodach na terenie kraju organizowane były herbaciane przyjęcia i pikniki. Królowa w roku jubileuszowym odbyła szereg wizyt w kraju, np. 7 czerwca udała się na nabożeństwo dziękczynne do katedry św. Pawła w Londynie; przejazdowi królewskiego orszaku przyglądało się na żywo ok. 1 mln ludzi.
W 2002 obchodziła Złoty Jubileusz 50-lecia panowania. Z tej okazji odbył się m.in. koncert muzyki klasycznej oraz pierwszy w historii Pałacu Buckingham koncert muzyki popowej, który zgromadził 12 tys. osób na publiczności i na którym zagrali m.in. Brian May, Paul McCartney, Eric Clapton i Tony Bennett. Główne ceremonie religijne odbyły się w Katedrze św. Pawła. Elżbieta II z okazji jubileuszu wybrała się w podróż po krajach Wspólnoty Narodów. Przemówiła także do obu izb Parlamentu, poruszając m.in. temat stabilności, ważności instytucji i charakteru Brytyjczyków. Również z okazji 50-lecia został wydany pamiątkowy medal, którym byli odznaczani zasłużeni obywatele Wielkiej Brytanii i Kanady; medal otrzymała ponad 94 tys. członków British Army, 32 tys. żołnierzy Royal Navy i Royal Marines oraz prawie 39 tys. żołnierzy Royal Air Force. Z okazji jubileuszu do obiegu trafiły pamiątkowe monety z wizerunkiem królowej.
W 2012 obchodziła Diamentowy Jubileusz 60-lecia panowania. W 2022 obchodziła Platynowy Jubileusz 70-lecia panowania. Z racji słabnącego zdrowia nie uczestniczyła osobiście w dziękczynnym nabożeństwie w katedrze św. Pawła ani w jubileuszowej paradzie, ale pojawiła się na balkonie Pałacu Buckingham, co było jej ostatnim publicznym wystąpieniem.

## Rola w rządzeniu

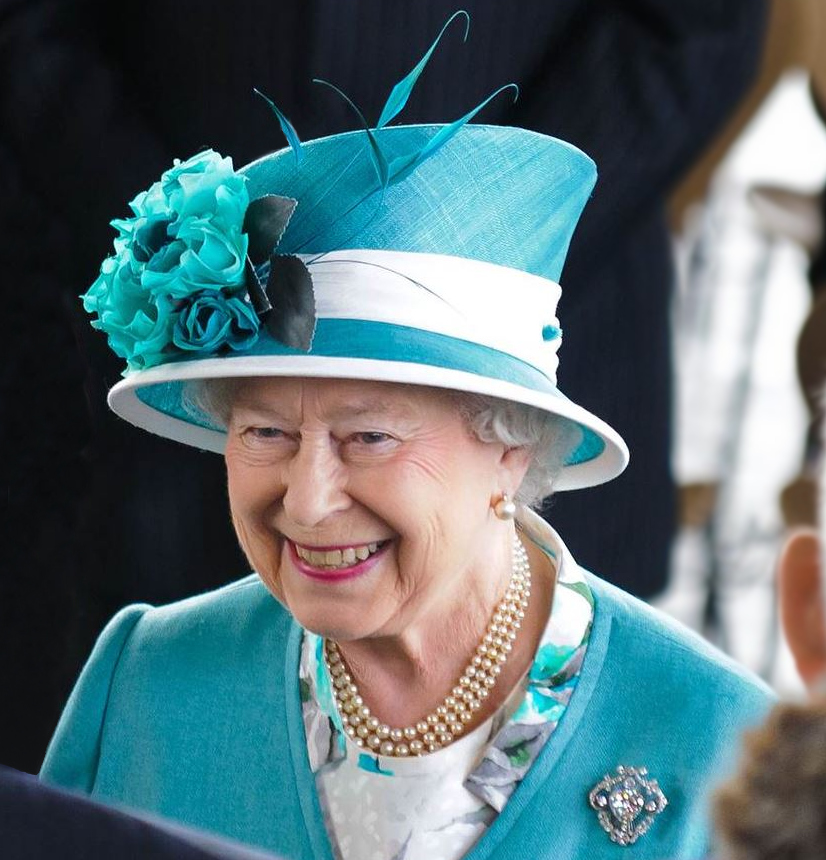
Elżbieta II podczas otwarcia parlamentu walijskiego (2011)

Traktowała bycie królową jako powołanie i misję. Była konstytucyjnie ważnym elementem brytyjskiego systemu władzy, ale jej rola była de facto symboliczna, ponieważ nie sprawowała faktycznej władzy i jedynie pełniła funkcję reprezentacyjną. Była doradczynią parlamentu, który działał w jej imieniu. Zgodnie ze zwyczajem wygłaszała mowę tronową z okazji rozpoczęcia nowej, rocznej sesji parlamentu. Miała obowiązek podpisywania wszelkich uchwał parlamentarnych. Miała prawo weta, ale nigdy z niego nie skorzystała. Reprezentowała kraj podczas państwowych wizyt zagranicznych liderów, których przyjmowała w Pałacu Buckingham lub na zamku w Windsorze, a podczas spotkań unikała rozmów z nimi na tematy polityczne.
Jej najważniejszym politycznym zadaniem było wyznaczenie premiera. Trzy razy mianowała premiera w czasie kryzysów konstytucyjnych, wcześniej radząc się najstarszych ministrów i członków Tajnej Rady: nagłe dymisje sprawiły, że w 1957 na szefa rządu wybrała Harolda Macmillana, a w 1963 – Aleca Douglasa-Home’a, za to w 1974 poprosiła lidera opozycji, laburzystę Harolda Wilsona, o utworzenie mniejszościowego rządu.
Jako najwyższy zwierzchnik sił zbrojnych miała prawo decydować o wojnie i pokoju. Piastowała funkcję utrzymującej w porządku demokratyczne organy państwa. Posiadała honorowy stopień colonel-in-chief i stopień pułkownika.
Jednym z jej przywilejów było nadawanie tytułów szlacheckich (np. sir dla mężczyzn i dame dla kobiet), które otrzymali m.in.: Elisabeth Schwarzkopf, Paul McCartney, Anthony Hopkins, Elizabeth Taylor, Julie Andrews, Michael Caine, Ringo Starr, John Hurt, Joan Collins, Elton John, Olivia Newton-John, Rod Stewart, Eric Clapton, Alex Ferguson, Vivienne Westwood, Judi Dench, Patrick Stewart i James Galway. Nadawała także inne odznaczenia państwowe: medale, krzyże i wstęgi, w tym m.in. Order Imperium Brytyjskiego. W latach 1952–2012 wręczyła 404 500 tytułów i nagród oraz uczestniczyła w 610 inauguracjach.
Przeprowadziła kilka reform na brytyjskim dworze królewskim. Od 1957 organizowała w Pałacu Buckingham proszone lunche i kolacje, na które zapraszała ludzi z innych warstw społecznych. W 1958 zaprzestała organizacji balu debiutantek w Pałacu Buckingham. Pod koniec lat 50. zaczęła regularnie pokazywać się w telewizji, a także każdego roku nagrywała orędzie z okazji świąt Bożego Narodzenia.
W 1994 powołała organizację Way Ahead Group, która miała się zająć unowocześnieniem monarchii, ale bez naruszania jej podstaw. W 2013, wraz z wejściem w życie nowelizacji ustawy o dziedziczeniu tronu (Succession to the Crown Act), zniesiona została primogenitura męska, poślubienie katolika nie odsuwa od dziedziczenia, a zgody monarchy wymagają jedynie małżeństwa pierwszych sześciu kandydatów do tronu.

### Stosunki z ministrami
Od czasu wstąpienia na tron otrzymywała do wglądu i zatwierdzenia tysiące oficjalnych dokumentów państwowych, m.in. z ministerstw, ambasad i urzędów rządowych. Co tydzień we wtorki o godz. 18:30 rozpoczynała prywatne, nieprotokołowane spotkania (potocznie nazywane „audiencjami”) z premierem kraju, z którym omawiała bieżące sprawy polityczne; za swojego panowania przyjmowała na audiencji 15 premierów: Winstona Churchilla, Anthony’ego Edena, Harolda Macmillana, Aleka Douglasa-Home’a, Harolda Wilsona, Edwarda Heatha, Jamesa Callaghana, Margaret Thatcher, Johna Majora, Tony’ego Blaira, Gordona Browna, Davida Camerona, Theresę May, Borisa Johnsona i Liz Truss). Spotkała się także z 12 premierami Kanady: Louisem St. Laurentem, Johnem Diefenbakerem, Lesterem B. Pearsonem, Pierre’wm Trudeau, Joe Clarkiem, Johnem Turnerem, Brianem Mulroneyem, Kim Campbell, Jeanem Chrétienem, Paulem Martinem, Stephenem Harperem i Justinem Trudeau. Przyjmowała u siebie również najwyższych rangą wojskowych, ministrów i kanclerzy, którzy kończyli swoje służby i przechodzili na emeryturę.

### Ograniczenie obowiązków królewskich
20 grudnia 2007 stała się najstarszym brytyjskim monarchą. 12 maja 2011 została drugim najdłużej panującym monarchą, panując przez 21 645 dni, zaś 9 września 2015 została monarchą najdłużej piastującym swoje obowiązki królewskie.
W badaniu opinii publicznej przeprowadzonym w 2020 większość Brytyjczyków uznała Elżbietę II za instytucję samą w sobie, a także wyraziła życzenie, aby królowa panowała aż do śmierci.
21 kwietnia 2016 skończyła 90 lat, ale mimo sędziwego wieku i problemów zdrowotnych do końca życia nie zdecydowała się na abdykację.

## Osobowość i wizerunek
Była nieśmiała, niechętnie przemawiała publicznie. W opinii publicznej uchodziła za osobę bez charakteru, neutralną, bierną i bezbarwną, jednocześnie wykazywała się dobrą pamięcią, trzeźwym osądem sytuacji, poczuciem humoru, umiejętnościami parodystycznymi i ironią. Poranki rozpoczynała od wysłuchania wiadomości radia BBC oraz przeczytania „Racing Post” i „The Daily Telegraph”. Do swojego personelu zwracała się po imieniu.
W sprawach dyplomatycznych była formalistką i ściśle przestrzegała królewskiego protokołu – tylko raz publicznie złamała jego zasady, skłaniając głowę przed pojazdem z trumną Diany podczas pogrzebu księżnej Walii w 1997.

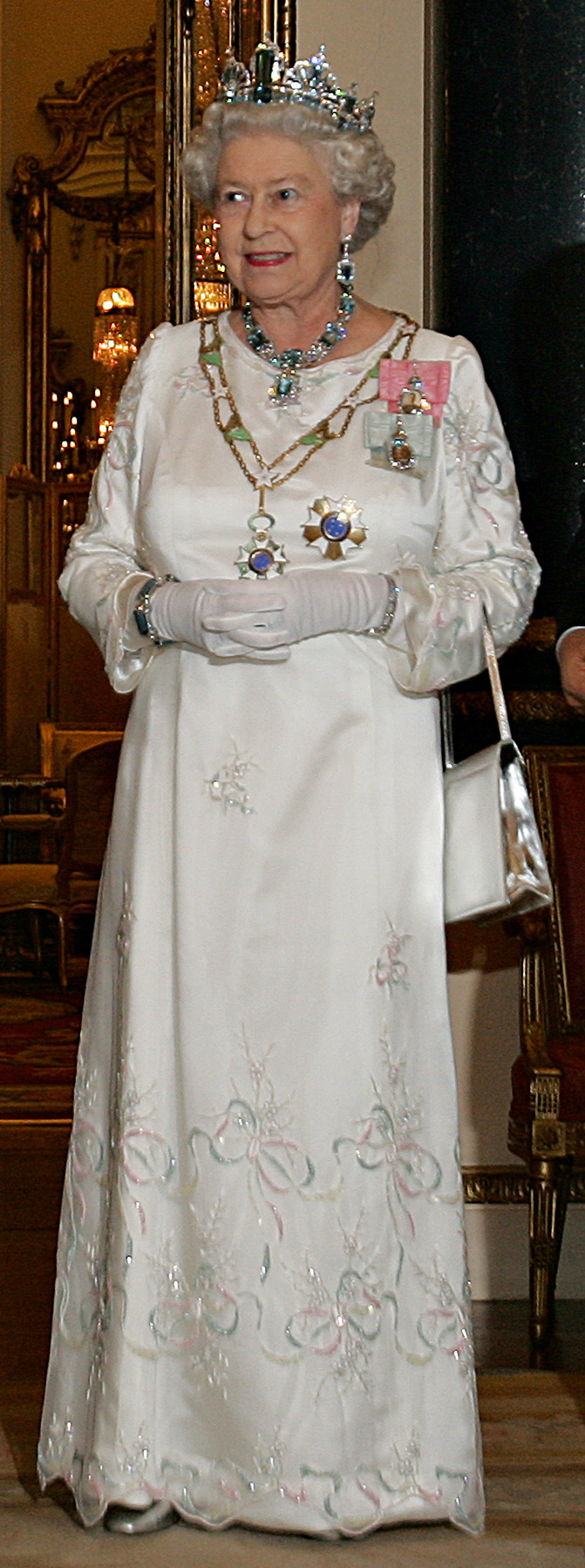
Elżbieta II (2006)

Ubierała się godnie, zmieniała stylizacje cztery razy dziennie. Często nosiła kreacje projektowane i szyte dla niej przez jej starszą garderobianą i osobistą asystentkę, Agelę Kelly. Nieodłącznym elementem jej stylizacji były torebki marki Launer.
Wizerunek królowej umieszczony był m.in. na monetach i banknotach, znaczkach pocztowych i budynkach publicznych.
Opinia społeczeństwa o królowej ulegała fluktuacjom. Ogólnokrajowy skandal wywołał artykuł Johna Grigga, lorda Altrincham w miesięczniku „National and English Revue”, w którym – mimo że deklarował się jako monarchista – zarzucił monarchini „osobowość zarozumiałej uczennicy, kapitana drużyny hokejowej, starosty szkolnego i świeżo upieczonego kandydata do konfirmacji”, a także spekulował, że „kiedy królowa utraci urok młodości, jej reputacja (…) będzie zależna od osobowości; (…) jak dotąd niewiele jest oznak, że taka osobowość mogłaby się wyłonić”. Niedługo po publikacji artykułu królowa wycofała z dworskiego kalendarza przyjęcia zapoznawcze w Pałacu Buckingham, podczas których podejmowała debiutantów w ogrodach królewskich.
W 1992 przeżyła separację Karola i Diany, rozwód księżniczki Anny i seksualne wybryki księżnej Yorku i pożar zamku w Windsorze, a wszystkie trudne zdarzenia sprawiły, że nazwała ten rok annus horribilis (pol. straszny rok). Koszt odbudowy zamku miał wynieść 75 lub 90 mln euro, co zostało oprotestowane przez media i opinię publiczną, jako że miało to zostać sfinansowane z publicznych pieniędzy. Rodzinę królewską, na czele z Elżbietą II, oskarżano o chciwość, pazerność i brak empatii. Królowa w odpowiedzi na burzę medialną zadeklarowała w 1993, że będzie płacić podatki, jednak – zdaniem niektórych komentujących – ich wysokość wciąż była za mała, jak na możliwości rodziny królewskiej. Elżbieta II ograniczyła liczbę beneficjentów listy cywilnej do panujących i ich małżonków. W 1997, na skutek milczenia Pałacu Buckingham po śmierci księżnej Diany i chłodnej reakcji królowej na zgon byłej synowej, monarchia znów była powszechnie krytykowana, a rodzina królewska – atakowana przez prasę i obywateli. Królowa w tym okresie nawiązała współpracę z ekspertami od wizerunku publicznego, a z czasem odbudowała swój wizerunek w oczach Brytyjczyków. Królowej zarzucano emocjonalny chłód, monotonny i formalny ton wypowiedzi i niezdolność do wygłoszenia przemówienia bez kartki, wypominano jej także rozwody trzech potomków, przewidywalność i obojętność na skandale wywoływane przez członków jej rodziny.

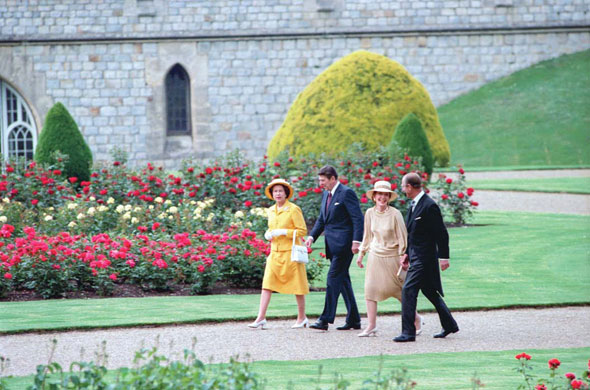
Ronald i Nancy Reaganowie z królową Elżbietą II i księciem Filipem

11 listopada 2023 w Dzień Pamięci w Royal Albert Hall w Londynie odsłonięto pomnik Elżbiety II i jej męża, Filipa.

### Królowa w mediach
Za sprawą matki już jako dziecko stała się popularna w mediach – prasa stale publikowała jej zdjęcia i artykuły o niej, a fotografię trzyletniej Elżbiety opublikowano na okładce magazynu „Times”.
Była pierwszą monarchinią, która dopuściła media do życia rodziny królewskiej. W 1953, wbrew radom premiera Winstona Churchilla, zgodziła się na transmitowanie w telewizji swojej koronacji na królową. W 1957 po raz pierwszy wygłosiła telewizyjną przemowę świąteczną, która była transmitowana przez BBC. Rzadko udzielała wywiadów. Podczas wystąpień przed kamerą praktycznie nigdy nie patrzyła w obiektyw. W 1969 upoważniła stacje telewizyjne BBC i ITV do nakręcenia filmu dokumentalnego o codziennym życiu członków rodziny królewskiej. Film w reżyserii Williama Heseltine’a The Royal Family został wyemitowany 21 czerwca 1969 i obejrzało go w dniu premiery 38 mln telewidzów, czyniąc go najbardziej oglądanym dokumentem w dziejach brytyjskiej telewizji. Królowa, jako posiadaczka wyłącznych praw autorskich do filmu, po premierze zakazała jego dalszej dystrybucji. Swoje honorarium za występ w filmie i udział w zyskach w wysokości 60 tys. funtów przekazała na rzecz Brytyjskiej Akademii Sztuki Filmowej i Telewizjnej. W 2016 premierę miał film dokumentalny ITV Our Queen at Ninety zrealizowany z okazji 90. urodzin królowej m.in. z udziałem członków rodziny królewskiej.
Była bohaterką wielu piosenek, m.in.: „Her Majesty” (1969) zespołu The Beatles, „God Save the Queen” (1977) grupy Sex Pistols (tekst utworu wywołał kontrowersje przez porównanie brytyjskiej monarchii i królowej do „faszystowskiego reżimu”), „The Queen Is Dead” (1986) zespołu The Smiths (grupa wydała także album o tym samym tytule), „Dreaming of the Queen” (1993) zespołu Pet Shop Boys. Postać królowej pojawiła się w serii komiksów „Śledztwa Jej Królewskiej Mości” (Her Majesty Investigates) autorstwa C.C. Benisona.
W 2012 wystąpiła u boku Daniela Craiga, odtwórcy roli Jamesa Bonda, w krótkim filmie promującym Letnie Igrzyska Olimpijskie 2012 w Londynie.

### Królowa w kulturze
Elżbieta II była wielokrotnie pokazywana w kinie i telewizji, zarówno w poważnych filmach, jak i komediach. W postać królowej wcieliły się m.in.:
- Dana Wynter w filmie The Royal Romance of Charles and Diana (1982);
- Prunella Scales w filmie A Question of Attribution (1991);
- Carolyn Sadowska w filmie Women of Windsor (1992);
- Anne Stallybrass w filmie Diana: Her true story (1993);
- Lisa Daniely w filmie Princess in love (1996);
- Irene Hamilton w filmie Johnny English (2003);
- Helen Mirren w Królowej (2006);
- Elizabeth Richard w filmie 2012 (2009);
- Freya Wilson w filmie  Jak zostać królem (2010);
- Auta 2 (2011)
- Corgi: Psiak Królowej (2019)
- Sarah Gadon w filmie Randka z królową (2015);
- Claire Foy, Olivia Colman i Imelda Staunton w serialu The Crown (2016–2023)[220].

W postać królowej Elżbiety II wcielały się również m.in. Jeanette Charles, Huguette Funfrock i Elizabeth Richard, a także satyryk Scott Thompson w serialu The Kids in the Hall (2022).
Postać królowej Elżbiety II pojawiła się w serialach animowanych: The Simpsons (w odcinkach „The Regina Monologues” i „To Surveil with Love”), South Park (odc. „The Snuke”) oraz amerykańskim filmie animowanym Minionki (2015) i kukiełkowym serialu satyrycznym The Spitting Image.
W 1992 brytyjska pisarka Sue Townsend napisała książkę pt. „The Queen and I”, powieść science fiction przewidującą wyborcze zwycięstwo Ludowej Partii Republikańskiej, wygnanie Windsorów z pałaców i przeniesienie rodziny do mieszkań komunalnych w Leicester. Powieść zdobyła dużą popularność wśród czytelników i doczekała się inscenizacji.

### Działalność charytatywna
Była patronką ok. 620 organizacji charytatywnych, w tym: The Campaign to Protect Rural England (CPRE), Canadian Medical Association, The Kennel Club, NSPCC, Royal Architectural Institute of Canada, Queen Elizabeth Hospital for Children, The Royal School of Church Music, The Society for the Promotion of Christian Knowledge (SPCK), The Boys’ Brigade, Queens’ College, Cambridge university i Visitor of Christ Church, Oxford.

## Życie prywatne

### Relacje z rodziną
Jej relacje z dziećmi zwykle były chłodne, szczególnie z księciem Karolem, do którego miała lekceważący stosunek. W 1994 nakazała mu wzięcie rozwodu z księżną Dianą, chcąc uniknąć kompromitacji monarchii w prasie. Wcześniej odmówiła pomocy księżnej, gdy ta poprosiła ją o interwencję w sprawie niewierności Karola. Nie popierała związku Karola z Camillą Parker Bowles, ale kiedy ci w pobrali się w kwietniu 2005, to pogodziła się z wyborem najstarszego syna. Mimo tego nie uczestniczyła w ślubie cywilnym pary, dowodząc swojej głębokiej, tradycyjnej wiary i konstytucyjnej pozycji.
Zgodnie z ustawą o małżeństwach królewskich z 1772 i ustawą o sukcesji koronnej z 2013, pierwsze sześć osób w kolejce do brytyjskiego tronu musiało posiadać zgodę Elżbiety II na zawarcie związku małżeńskiego.

### Zdrowie
W marcu 1993 została pogryziona przez jednego ze swoich corgi, gdy próbowała rozdzielić dwa walczące psy; po wypadku zostały założone jej szwy. W grudniu 2003 i styczniu 2004 przeszła operacje kolan w szpitalu Króla Edwarda VII w Londynie. W 2013 trafiła do szpitala z objawami stanu zapalnego żołądka i jelit. W 2022 przeszła COVID-19 i, na polecenie lekarzy, ograniczyła spożycie alkoholu, w tym ulubionego drinka (dżinu z dodatkiem aperitifu Dubonnet).
W ostatnich latach życia chorowała na szpiczaka mnogiego, nowotwór układu krwionośnego, przez którego odczuwała ciągłe zmęczenie i znacznie straciła na wadze.

## Śmierć i pogrzeb

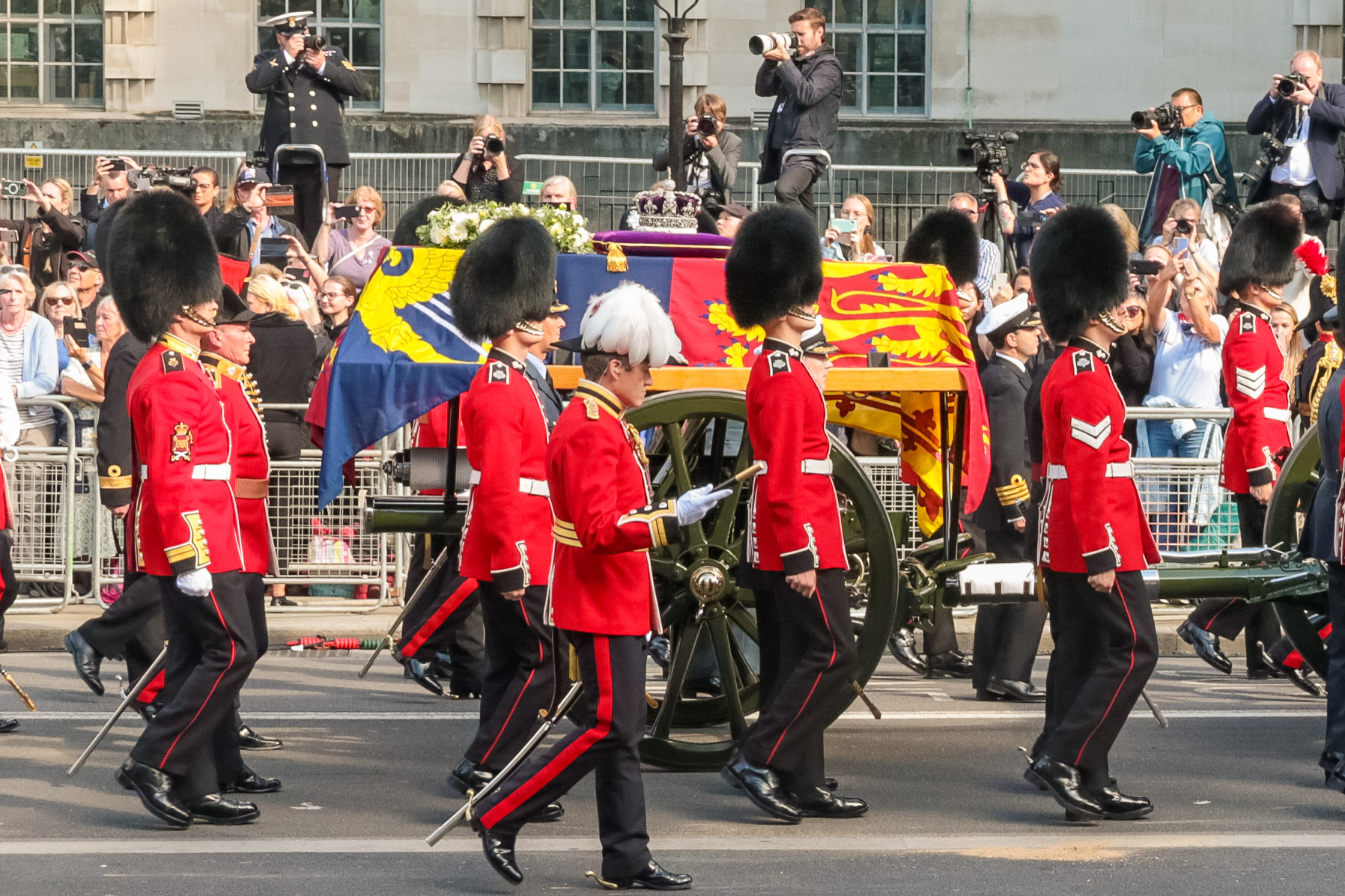
Procesja z trumną królowej z Pałacu Buckingham do Westminster Hall

7 września 2022 niedługo przed rozpoczęciem narady Tajnej Rady Królewskiej odwołała swój zdalny udział w spotkaniu z powodu zaleceń lekarskich. Decyzja zaniepokoiła personel Pałacu Buckingham, który następnego dnia przed południem poinformował media o niepokojącym stanie zdrowia Elżbiety II, wydając komunikat o treści: „Po kolejnym badaniu przeprowadzonym tego przedpołudnia lekarze królowej wyrazili zaniepokojenie stanem zdrowia Jej Wysokości i zalecili, aby pozostała pod nadzorem medycznym. Królowa ma zapewnione w Balmoral najlepsze warunki”. Na powagę sytuacji wskazywało to, że najbliższa rodzina królowej porzuciła swoje czynności i udała się do Balmoral. Królowa zmarła o godz. 15:10 (czasu brytyjskiego), przy łóżku czuwała jej córka, księżniczka Anna. O godz. 16:30 o śmierci królowej poinformowana została premier Liz Truss, a o 18:30 informację tę podał kanał BBC, a także inne zagraniczne media.
Po przekazaniu informacji o śmierci królowej Elżbiety II do publicznej wiadomości rozpoczęto dwie operacje: Operację London Bridge (ogólny plan działań przewidzianych do realizacji po śmierci monarchini) i Operację Jednorożec (plan na wypadek, gdyby królowa zmarła w Szkocji).
Po śmierci królowej została ogłoszona żałoba narodowa mająca trwać do pierwszego dnia po pogrzebie, który został przez króla Karola III ustalony na 19 września 2022, a sam dzień pogrzebu został ustanowiony dniem wolnym od pracy. Do 19 września w całej Wielkiej Brytanii można było wpisać się do ksiąg kondolencyjnych wystawionych w katedrach i budynkach użyteczności publicznej, jak również internetowo. W świątyniach w całym kraju odbywały się nabożeństwa ku pamięci zmarłej monarchini. Flagi państwowe, puszczone do połowy masztu na czas żałoby, zostały podniesione na kilkadziesiąt godzin 10 i 11 września z uwagi na proklamację objęcia urzędu przez nowego króla, która odbyła się w sobotę 10 września o godz. 10:00 (czasu lokalnego) w Londynie, a która następnie w niedzielę została odczytana we wszystkich państwach członkowskich Brytyjskiej Wspólnoty Narodów, stolicach państw członkowskich Zjednoczonego Królestwa – Edynburgu, Cardiff oraz Belfaście, jak również lokalnie, w stolicach wszystkich hrabstw.
Trumna z ciałem królowej została 11 września przewieziona do Edynburga do Pałacu Holyrood, zaś następnego dnia przeniesiono ją do Katedry św. Idziego, gdzie wystawiono ją na widok publiczny, zaś mieszkańcy mieli możliwość oddania hołdu zmarłej monarchini. Wieczorem 13 września, trumna z ciałem królowej została drogą lotniczą przetransportowana ze Szkocji do Anglii, gdzie została przewieziona do Pałacu Buckingham. Stamtąd, nazajutrz, w wojskowej procesji wyruszyła do Westminster Hall, gdzie ponownie wystawiono ją na widok publiczny i gdzie pozostała do dnia pogrzebu.
19 września 2022, o godz. 10:44 (czasu lokalnego) trumna z ciałem Elżbiety II umieszczona na wozie artyleryjskim ciągniętym przez 142 marynarzy Royal Navy, została przewieziona do Opactwa Westminsterskiego, gdzie o godz. 11:00 rozpoczęło się nabożeństwo żałobne z udziałem zaproszonych głów państw. Po jego zakończeniu o godz. 11:55 cały kraj zastygł podczas dwóch minut ciszy, po których kondukt żałobny wyruszył w ostatni przemarsz ulicami Londynu. Dotarłszy z powrotem w okolice Pałacu Buckingham, trumna została przeniesiona z wozu artyleryjskiego do królewskiego karawanu, który wyruszył do Zamku w Windsorze, gdzie o godz. 16:00 rozpoczęła się druga część uroczystości żałobnych. Podczas nabożeństwa insygnia władzy królewskiej zostały złożone na ołtarzu, a przy dźwięku lamentu granego przez królewskiego dudziarza, trumna z ciałem Elżbiety II została opuszczona do krypty w podziemiach kaplicy. Po godz. 20:00, w obecności tylko rodziny królewskiej, trumna Elżbiety II została złożona do grobu, w którym spoczęła obok swoich rodziców i męża.

## Tytuły i godności

Osobisty sztandar królowej Elżbiety

### Ordery i odznaczenia

#### Wielka Brytania
- Order Domu Panującego króla Jerzego V – 1926
- Medal Srebrnego Jubileuszu Jerzego V – 1935
- Order Domu Panującego króla Jerzego VI – 1937
- Medal Koronacyjny Króla Jerzego VI – 1937
- Medal Obrony – 1945
- Medal Wojny 1939–1945 – 1945
- Order Podwiązki – 1947–1952
- Członek Tajnej Rady – 1951–1952
- Członek Imperialnego Orderu Korony Indii – 1951–1952
- Jako królowa była z urzędu Wielkim Mistrzem następujących orderów:

- Order Podwiązki
- Order Ostu
- Order św. Patryka
- Order Łaźni
- Order Zasługi
- Order Gwiazdy Indii
- Order św. Michała i św. Jerzego
- Order Imperium Indyjskiego
- Order Wiktorii i Alberta
- Imperialny Order Korony Indii
- Order Imperium Brytyjskiego
- Order Towarzyszy Honoru
- Order Wybitnej Służby
- Order Służby Imperium
- Order Indii Brytyjskich
- Order Zasługi Indyjskiej
- Order Birmy
- Order Domu Panującego
- Order Miłosierdzia

#### Pozostałe królestwa Wspólnoty Narodów
- Krzyż Wielki Orderu Szpitala św. Jana Jerozolimskiego (Wspólnota Narodów) – 1951–1952
- Canadian Forces Decoration – 1951–1952
- Suweren następujących orderów:

- Królewski Order Wiktoriański (Wspólnota Narodów)
- Order Szpitala św. Jana Jerozolimskiego (Wspólnota Narodów)
- Canadian Forces Decoration (Kanada)
- Order Kanady (Kanada)
- Order Zasługi Wojennej (Kanada)
- Order Australii (Australia)
- Order za Służbę Królowej (Nowa Zelandia)
- Order Barbadosu
- Order Saint Lucia
- Order Gwiazdy (Wyspy Salomona)
- Order Nowej Zelandii
- Order Bohatera Narodowego (Belize)

- Order Belize
- Order Dystynkcji (Belize)
- Nowozelandzki Order Zasługi
- Order Bohatera Narodowego (Saint Kitts i Nevis)
- Order Świętego Krzysztofa i Nevis (Saint Kitts i Nevis)
- Order Bohatera Narodowego (Antigua i Barbuda)
- Order Narodu (Antigua i Barbuda)
- Order Zasługi (Antigua i Barbuda)
- Order Królewskiej Dziedzictwa (Antigua i Barbuda)
- Order Zasługi Policji (Kanada)
- Order Logohu (Papua-Nowa Gwinea)
- Order Gwiazdy Melanezji (Papua-Nowa Gwinea)

#### Pozostałe kraje Wspólnoty Narodów
- Order Pakistanu I klasy – 1960
- Honorowy Wielki Komandor Orderu Nigru (Nigeria) – 1969
- Order Temaseku I klasy (Singapur) – 1972
- Order Korony Królestwa (Malezja) – 1972
- Członek Orderu Ghaziego (Malediwy) – 1972
- Order Złotego Serca I klasy (Kenia) – 1972
- Wielki Komandor Orderu Republiki Gambii (Gambia) – 1974
- Wielki Komandor Orderu Lwa (Malawi) – 1979
- Order Prezydencki (Botswana) – 1979
- Nagroda Honorowa (Dominikana) – 1985
- Krzyż Świętej Trójcy (Trynidad i Tobago) – 1985
- Honorowy Wielki Komandor Orderu Republiki Federalnej (Nigeria) – 1989
- Maltański Order Zasługi (Malta) – 1992
- Order Domowy Korony Brunei (Brunei) – 1992
- Krzyż Wielki Orderu Dobrej Nadziei (RPA) – 1995
- Order Zasługi (Bahamy) – 1996
- Honorowy Członek Xirka Gieh ir-Repubblika (Malta) – 2005

#### Pozostałe kraje
- Order Słonia (Dania) – 1947[251]
- Order Doskonałości klasy specjalnej (Egipt) – 1948
- Krzyż Wielki Orderu Legii Honorowej (Francja) – 1948
- Order Ojaswi Rajanya (Nepal) – 1949
- Krzyż Wielki Orderu Lwa Niderlandzkiego (Holandia) – 1950
- Order Domowy św. Olgi i św. Zofii I klasy (Grecja) – 1950
- Łańcuch Orderu Husseina ibn Alego (Jordania) – 1950
- Order Królewski Serafinów (Szwecja) – 1953
- Złoty Łańcuch Orderu Manuela Amadora Guerrero (Panama) – 1953
- Wielki Łańcuch Orderu Idrisa I (Libia) – 1954
- Wielki Łańcuch Orderu Salmona (Etiopia) – 1954
- Krzyż Wielki Orderu Świętego Olafa (Norwegia) – 1955
- Krzyż Wielki Wstęgi Trzech Orderów (Portugalia) – 1955
- Łańcuch Wielkiego Orderu Haszymitów (Irak) – 1956
- Wielki Łańcuch Zasługi Republiki Włoskiej (Włochy) – 1958
- Krzyż Wielki Orderu Zasługi Republiki Federalnej Niemiec – 1958
- Order Pahlawiego (Iran) – 1959
- Krzyż Wielki z Brylantami Orderu Słońca (Peru) – 1960
- Wielki Łańcuch Orderu Wyzwoliciela San Martina (Argentyna) – 1960
- Order Domowy Chakri (Tajlandia) – 1960
- Krzyż Wielki Orderu Narodowego (Mali) – 1961
- Mahendra Chain (Nepal) – 1961
- Wielki Łańcuch Orderu Niepodległości (Tunezja) – 1961
- Krzyż Wielki Orderu Białej Róży (Finlandia) – 1961
- Order Narodowy (Mali) – 1961
- Krzyż Wielki Narodowego Orderu Lwa (Senegal) – 1961
- Wielka Wstęga Orderu Pionierów Liberii (Liberia) – 1961
- Wielki Oficer Narodowego Orderu Wybrzeża Kości Słoniowej – 1962
- Order Gwiazdy Afrykańskiej (Liberia) – 1962
- Order Chryzantemy (Japonia) – 1962
- Wielka Wstęga Orderu Męstwa (Kamerun) – 1963
- Krzyż Wielki Orderu Leopolda (Belgia) – 1963
- Krzyż Wielki Orderu Zbawiciela (Grecja) – 1963
- Krzyż Wielki z Łańcuchem Orderu Sokoła Islandzkiego (Islandia) – 1963
- Łańcuch Honoru (Sudan) – 1964
- Krzyż Wielki Orderu Zasługi (Chile) – 1965
- Wielka Gwiazda Odznaki Honorowej za Zasługi dla Republiki Austrii – 1966
- Wielka Wstęga Orderu Dzielności (Kamerun) – 1967
- Wielki Łańcuch Orderu Krzyża Południa (Brazylia) – 1968
- Order Al-Nahayyana I klasy (Abu Zabi) – 1969
- Krzyż Wielki Orderu Gwiazdy Równika (Gabon) – 1970
- Order Najwyższego Słońca (Afganistan) – 1971
- Krzyż Wielki Orderu Złotego Lwa Nassau (Luksemburg) – 1972
- Order Jugosłowiańskiej Wielkiej Gwiazdy – 1972
- Łańcuch Orderu Orła Azteckiego (Meksyk) – 1973
- Wielka Wstęga Orderu Lamparta (Zair) – 1973
- Gwiazda Adipurny I klasy (Indonezja) – 1974
- Wielka Wstęga z Łańcuchem Orderu Nilu (Egipt) – 1975
- Wielki Łańcuch Orderu św. Jakuba od Miecza (Portugalia) – 1978
- Order Gwiazdy Socjalistycznej Republiki Rumunii I klasy – 1978[252]
- Order Mubaraka Wielkiego (Kuwejt) – 1979
- Order Al-Khalifa (Bahrajn) – 1979
- Łańcuch Badr (Arabia Saudyjska) – 1979
- Łańcuch Orderu Niepodległości (Katar) – 1979
- Order Omanu I klasy – 1979
- Wielka Wstęga Orderu Republiki (Tunezja) – 1980
- Wielka Wstęga Orderu Muhammada (Maroko) – 1980
- Order Saida (Oman) – 1982
- Krzyż Wielki ze Wstęgą Orderu Karola III (Hiszpania) – 1986
- Wielki Order Mugunghwa (Korea Południowa) – 1986
- Order Złotego Runa (Hiszpania) – 1988
- Wstęga Orderu Federacji (ZEA) – 1989
- Wielka Wstęga Orderu Zasługi RP – 1991[253]
- Krzyż Wielki Orderu Zasługi Republiki Węgier – 1991
- Wielki Łańcuch Orderu Wieży i Miecza (Portugalia) – 1993
- Wielki Łańcuch Orderu Boyacá (Kolumbia) – 1993
- Order Kuwejtu klasy specjalnej – 1995
- Order Orła Białego (Polska)[254] – 25 marca 1996
- Order Lwa Białego I klasy (Czechy) – 1996
- Krzyż Wielki ze Wstęgą Orderu Trzech Gwiazd (Łotwa) – 1996
- Krzyż Wielki Orderu Zasługi (Peru) – 1998
- Order Złotego Orła (Kazachstan) – 2000
- Wielki Order Króla Tomisława (Chorwacja) – 2001
- Złoty Order Wolności Republiki Słowenii (Słowenia) – 2001[255]
- Order Złotego Runa (Gruzja) – 2002
- Order Wolności (Kosowo) – 2004[256]
- Wielki Krzyż ze Złotym Łańcuchem Orderu Witolda Wielkiego (Litwa) – 17 października 2006
- Wielki Krzyż z Łańcuchem Orderu Krzyża Ziemi Maryjnej (Estonia) – 19 października 2006
- Towarzysz Orderu Gwiazdy Ghany (Ghana) – 2007
- Order Podwójnego Białego Krzyża I klasy (Słowacja) – 2008
- Order za Wybitne Zasługi (Słowenia) – 2008[255]
- Order Republiki Turcji (Turcja) – 2008
- Order Zajida (ZEA) – 2010[257]

## Genealogia
| Prapradziadkowie                                                                          | Albert z Saksonii-Coburg-Gotha (1819–1861) ∞ 1840 Królowa Wielkiej Brytanii Wiktoria Hanowerska (1819–1901) | Król Danii Chrystian IX Glücksburg (1818–1906) ∞ 1842 Luiza z Hesji-Kassel (1817–1898)        | Aleksander Wirtemberski (1804–1885) ∞ 1835 Claudine Rhédey von Kis-Rhéde (1812–1841)       | Adolf Hanowerski (1774–1850) ∞ 1818 Augusta Wilhelmina Heska (1797–1889)                   | Thomas George Bowes-Lyon (1801–1834) ∞ 1820 Charlotte Grimstead (1798–1881)                            | Oswald Smith (1794–1863) ∞ 1824 Henrietta Hodgson (1805–1891)                                          | William Karol Cavendish-Bentinck (1780–1826) ∞ 1808 Anna Wellesley (1788–1875)                         | Edwyn Burnaby (1799–1867) ∞ 1829 Anna Karolina Salisbury (1806–1881)                                   |
| Pradziadkowie                                                                             | Król Wielkiej Brytanii Edward VII Koburg (1841–1910) ∞ 1863 Aleksandra Glücksburg (1844–1925)               | Król Wielkiej Brytanii Edward VII Koburg (1841–1910) ∞ 1863 Aleksandra Glücksburg (1844–1925) | Franciszek Teck (1837–1900) ∞ 1866 Maria Adelajda Hanowerska (1833–1897)                   | Franciszek Teck (1837–1900) ∞ 1866 Maria Adelajda Hanowerska (1833–1897)                   | Claude Bowes-Lyon (1824–1904) ∞ 1853 Frances Bowes-Lyon (1832–1922)                                    | Claude Bowes-Lyon (1824–1904) ∞ 1853 Frances Bowes-Lyon (1832–1922)                                    | Karol William Cavendish-Bentinck (1817–1865) ∞ 1859 Louisa Cavendish-Bentinck (1832–1918)              | Karol William Cavendish-Bentinck (1817–1865) ∞ 1859 Louisa Cavendish-Bentinck (1832–1918)              |
| Dziadkowie                                                                                | Król Wielkiej Brytanii Jerzy V Windsor (1865–1936) ∞ 1893 Maria Teck (1867–1953)                            | Król Wielkiej Brytanii Jerzy V Windsor (1865–1936) ∞ 1893 Maria Teck (1867–1953)              | Król Wielkiej Brytanii Jerzy V Windsor (1865–1936) ∞ 1893 Maria Teck (1867–1953)           | Król Wielkiej Brytanii Jerzy V Windsor (1865–1936) ∞ 1893 Maria Teck (1867–1953)           | Claude Bowes-Lyon, 14. Earl Strathmore and Kinghorne (1855–1944) ∞ 1881 Cecilia Bowes-Lyon (1862–1938) | Claude Bowes-Lyon, 14. Earl Strathmore and Kinghorne (1855–1944) ∞ 1881 Cecilia Bowes-Lyon (1862–1938) | Claude Bowes-Lyon, 14. Earl Strathmore and Kinghorne (1855–1944) ∞ 1881 Cecilia Bowes-Lyon (1862–1938) | Claude Bowes-Lyon, 14. Earl Strathmore and Kinghorne (1855–1944) ∞ 1881 Cecilia Bowes-Lyon (1862–1938) |
| Rodzice                                                                                   | Król Wielkiej Brytanii Jerzy VI Windsor (1895–1952) ∞ 1923 Elżbieta Bowes-Lyon (1900–2002)                  | Król Wielkiej Brytanii Jerzy VI Windsor (1895–1952) ∞ 1923 Elżbieta Bowes-Lyon (1900–2002)    | Król Wielkiej Brytanii Jerzy VI Windsor (1895–1952) ∞ 1923 Elżbieta Bowes-Lyon (1900–2002) | Król Wielkiej Brytanii Jerzy VI Windsor (1895–1952) ∞ 1923 Elżbieta Bowes-Lyon (1900–2002) | Król Wielkiej Brytanii Jerzy VI Windsor (1895–1952) ∞ 1923 Elżbieta Bowes-Lyon (1900–2002)             | Król Wielkiej Brytanii Jerzy VI Windsor (1895–1952) ∞ 1923 Elżbieta Bowes-Lyon (1900–2002)             | Król Wielkiej Brytanii Jerzy VI Windsor (1895–1952) ∞ 1923 Elżbieta Bowes-Lyon (1900–2002)             | Król Wielkiej Brytanii Jerzy VI Windsor (1895–1952) ∞ 1923 Elżbieta Bowes-Lyon (1900–2002)             |
| Elżbieta II Windsor (ur. 21 kwietnia 1926, zm. 8 września 2022) królowa Wielkiej Brytanii | |                                                                                               |                                                                                            |                                                                                            | | | | |

## Książki poświęcone Elżbiecie II
- Jennie Bond, Elizabeth, wyd. Reader’s Digest Association 2002, ISBN 0-7621-0369-8.
- Paola Calvetti, Elżbieta II. Portret królowej, przekład Iwona Banach, Zysk i S-ka 2020, ISBN 978-83-8116-853-3.
- Nicholas Davies, Elżbieta II. Kobieta zatroskana, tom I-II, przekład Tomasz Misiak, Wydawnictwo Rachocki i S-ka 1996, ISBN 83-86379-09-X.
- Carolly Erickson, Lilibet: An Intimate Portrait of Elizabeth II, wyd. St. Martins Press, 2003, ISBN 0-312-28734-8.
- Polly Fellows, Kate Owen, The Queen. 70 Glorious Years. The official Platinum Jubilee souvenir, Royal Collection Trust 2021, ISBN 978-1-909741-82-9.
- Trevor Hall, A year in the life of the Royal Family, Susan Reynolds Books – Coulour Library International Ltd. 1982, ISBN 0-86283-036-2.
- Robert Hardman, Królowa naszych czasów. Prawdziwe życie Elżbiety II, przekład Grzegorz Siwek, wydawnictwo Znak Horyzont, 2023, ISBN 978-83-240-8844-7.
- Wiesław Horabik, Elżbieta II: królowa dwóch epok, Wydawnictwo MEDIUM 1997, ISBN 83-86755-61-X.
- Anthony Jay, Elizabeh R. The Role of the Monarchy Today, BCA 1992, ISBN 0-5633-6272-3.
- Penny Junor, Queen Elizabeth II 1952-1992. A pictorial celebration of Her Reign, BCA – Conran Octopus Limited 1991, ISBN 9-7818-5029-3590.
- Leah Kharibian, Jane Roberts, Long to Rein over us. Official 90th Birthday Album, Royal Collection Trust 2015, ISBN 978-1-909741-28-7.
- Andrew Marr, Prawdziwa królowa. Elżbieta II, jakiej nie znamy, przekład Hanna Pawlikowska-Gannon, Wydawnictwo Marginesy 2012, ISBN 978-83-93375-83-7, 2017, ISBN 978-83-65282-06-4.
- Marc Roche, Elżbieta II. Ostatnia królowa, przekład Grzegorz Przewłocki, Wydawnictwo W.A.B. 2010, ISBN 978-83-7414-767-5.
- Marek Rybarczyk Elżbieta II. Ostatnia taka królowa, Muza SA 2022, ISBN 978-83-287-2183-8.
- Ingrid Seward, Mój mąż i ja. Trudna historia małżeństwa Królowej Elżbiety i Księcia Filipa, przekład Joanna Lipińska, Wydawnictwo JK 2018, ISBN 978-83-7229-755-6.
- Sally Bedell Smith, Elżbieta II. Portret monarchini, przekład Urszula Gardner, Wydawnictwo Dolnośląskie, 2012, 2017, ISBN 978-83-271-5811-6, 2021 ISBN 978-83-271-6110-9.
- Adrian Tinniswood, Brytyjska monarchia od kuchni, przekład Grażyna Waluga, Wydawnictwo Bellona 2018, ISBN 978-83-11-15814-6, 2019, ISBN 978-83-11-15752-1.